# Pauropsxenus laboratus
Pauropsxenus laboratus är en mångfotingart som först beskrevs av Carl Graf Attems 1953.  Pauropsxenus laboratus ingår i släktet Pauropsxenus och familjen penseldubbelfotingar. Inga underarter finns listade i Catalogue of Life.